# Petrus Holmbom
Petrus Holmbom, född 1705 i Attmar, död 1763, var en svensk språkman, lärare och präst. Efter fil. mag. examen vid Uppsala universitet 1737 och studier i samiska språket blev han lektor i teologi vid gymnasiet i Härnösand, vars rektor han var 1748, 1753 och 1760. Strax innan sin död utnämndes han till kyrkoherde i Själevad. Holmbom blev 1743 domkapitlets uppsyningsman över kyrkans lappmarksförsamlingar och missionerade i Pite och Lule lappmark varvid han ådrog sig de sjukdomar som blev hans död.. Holmbom bidrog till inrättandet av fem sameskolor mot tidigare en enda och översatte 32 psalmer i 1744 års lapska psalmbok till samiska språket. Han var gift med Christina Margaretha Tigerstedt, f. Ström och var farfars farbror till stadsmajoren Eric Nordlander